# Kiberg

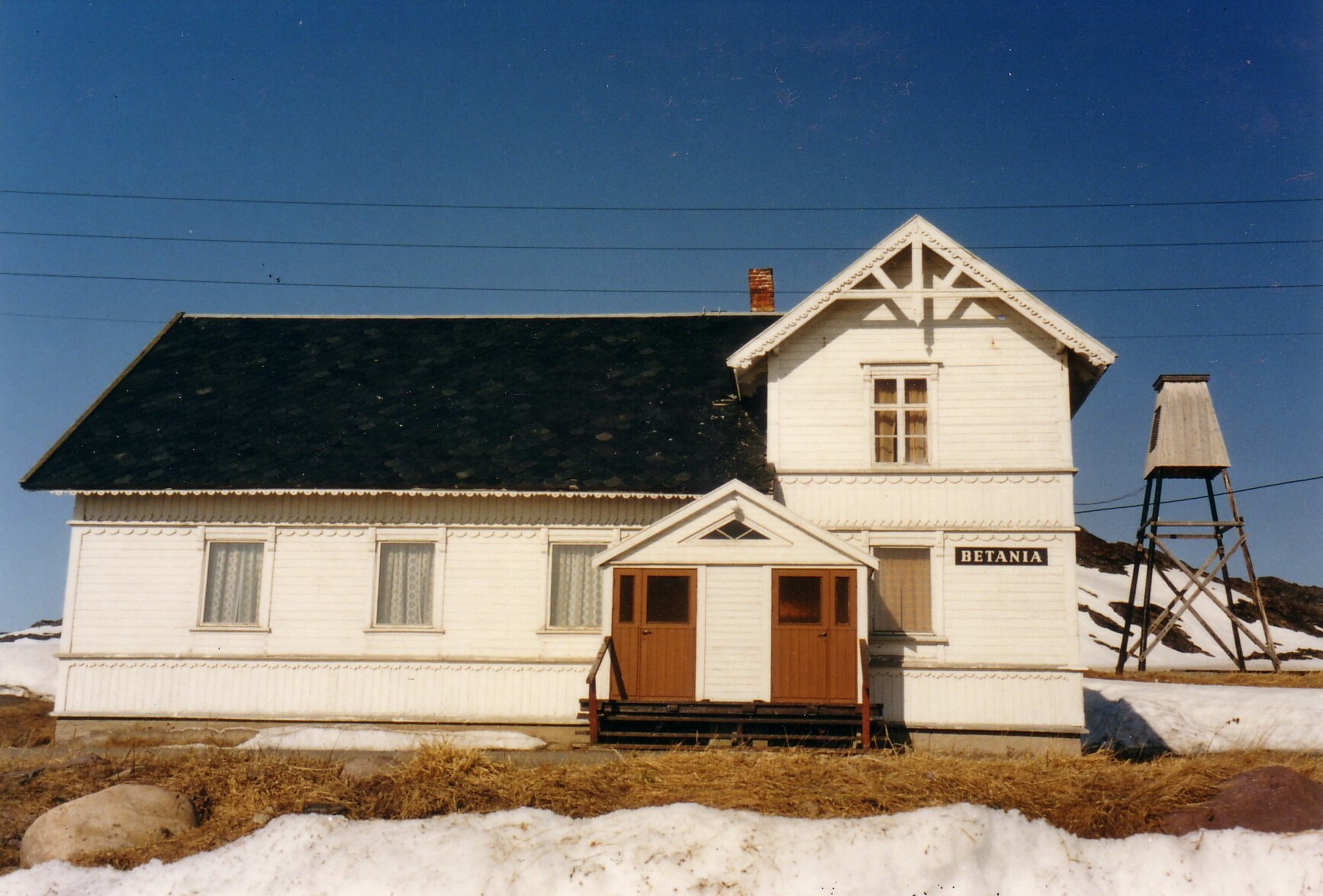
Bönehuset i Kiberg

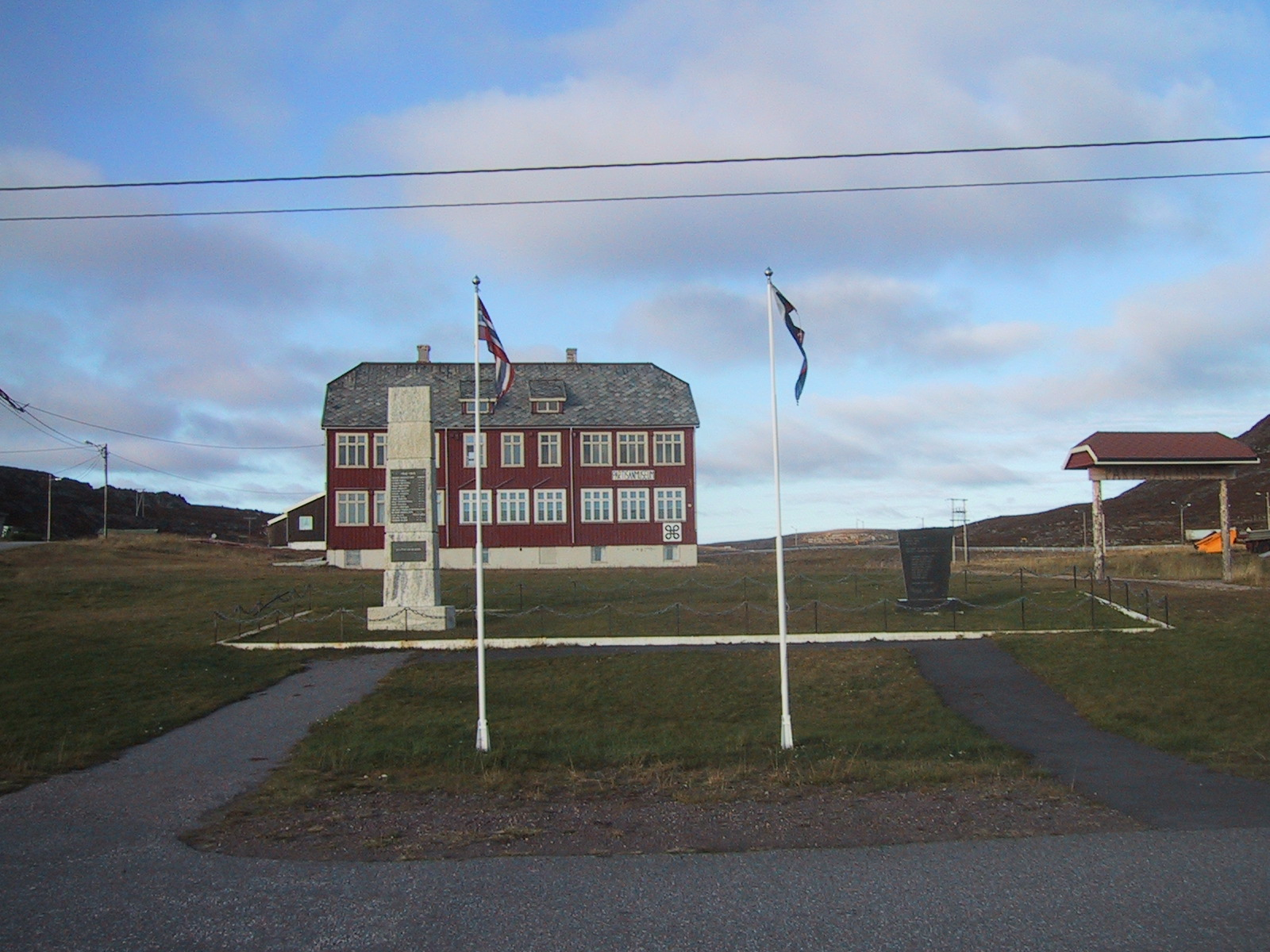
Partisanmuseet i Kiberg

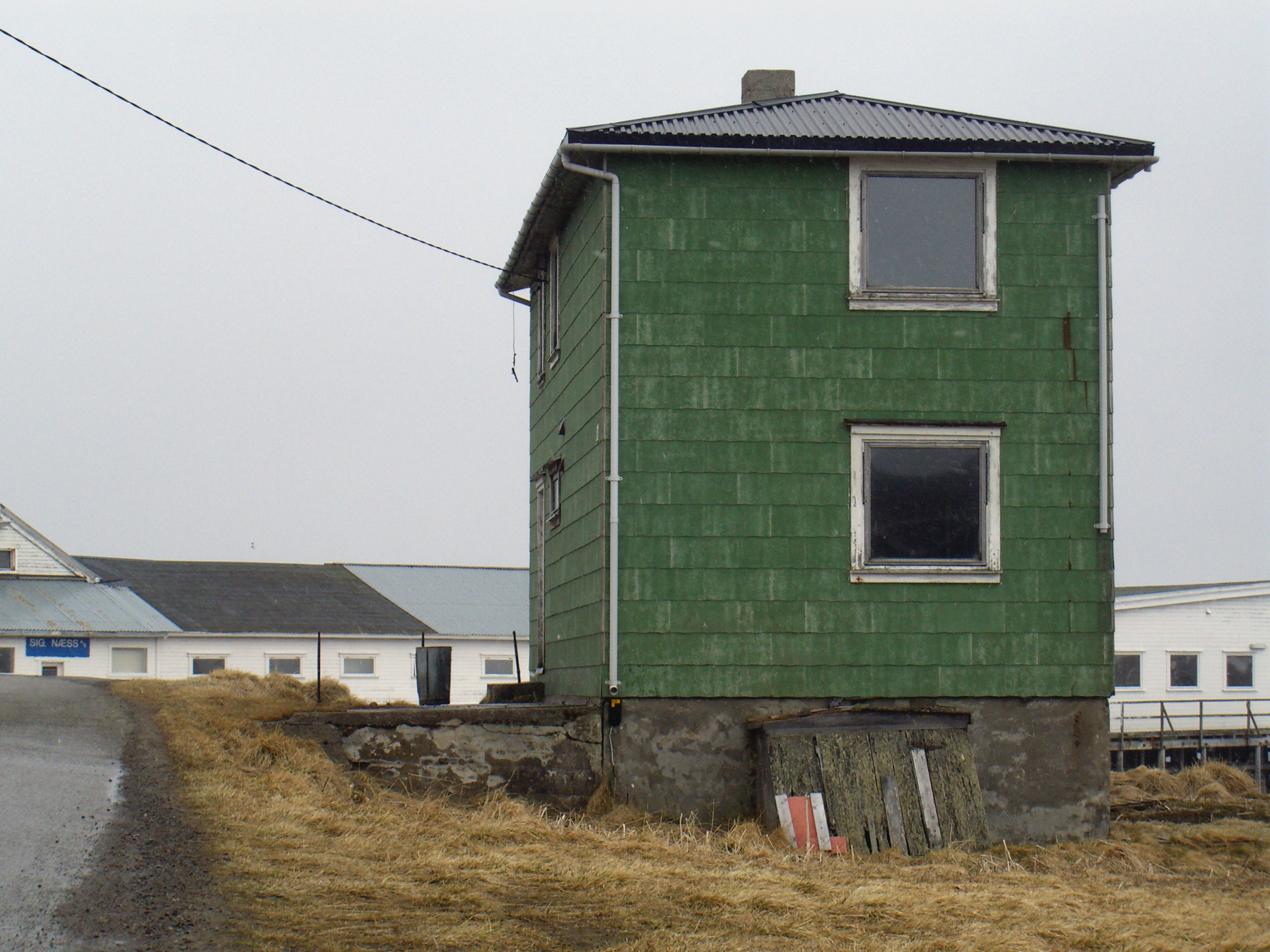
Hus i Kiberg

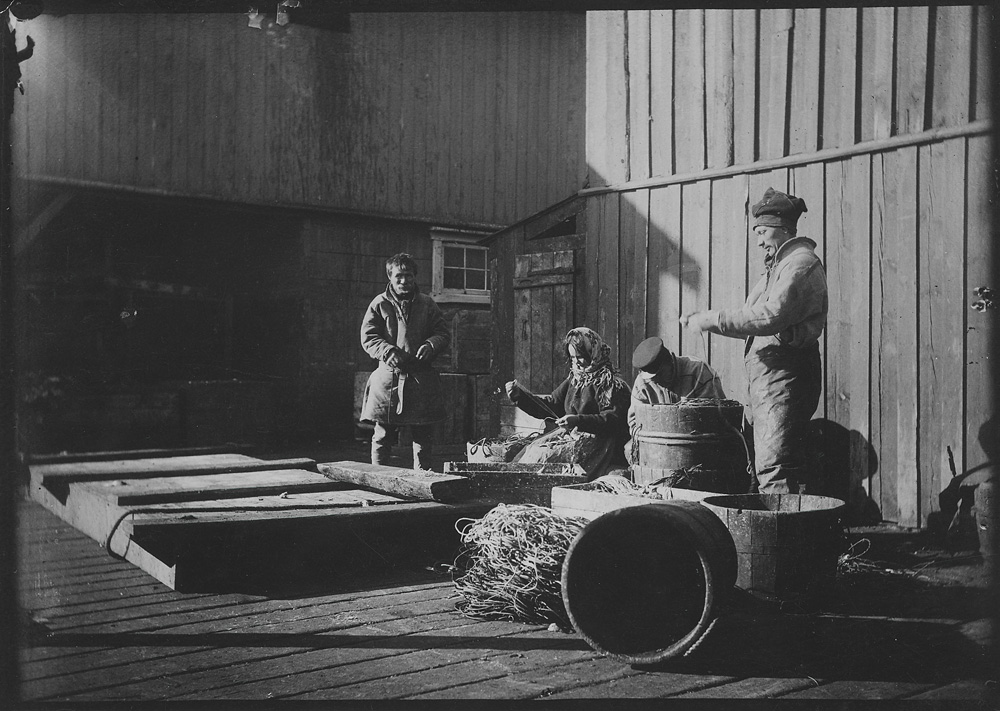
Sjösamer i Kiberg omkring sekelskiftet 1800/1900. Foto: Ellisif Wessel

Kiberg (kvänska: Kiiperi, nordsamiska: Biergi) består av två orter, den mindre Indre Kiberg vid Indre Kibergbukta och den större Ytre Kiberg drygt tre kilometer fågelvägen mot nordost. Kiberg ingår i Vardø kommun i Finnmark fylke. Mellan Kiberg och Vardø går en tio kilometer lång lokal väg nära strandlinjen. 
Kiberg hade 202 invånare 2017 och var då den näst största tätorten i Vardø kommun.Sedan 2021 uppfyller Kiberg inte längre kriterierna för en tätort. Ytre Kiberg ligger omkring två och en halv kilometer väster om Kibergsneset, som är den östligaste punkten på Norges fastland. Till Fiskarhalvön mot sydost är det 55 kilometer fågelvägen. Europaväg E75 passerar strax norr om Kiberg.

## Historik
Kiberg var på 1500- och 1600-talen ett av de största fiskelägena i Finnmark och är fortfarande ett viktigt centrum för fiske och fiskindustri. Från mitten av 1700-talet etablerade sig ryska pomorer i området. I och med lagen om de så kallade "Kiberg-rettighetene" 1830, där pomorernas fiskerättigheter begränsades till sex områden i Östfinnmark, varav Kiberg var ett, förstärktes ortens betydelse och pomorer byggde enkla bostäder och förråd på platsen. Omkring 1880 bedrev 150-200 pomorer fiske från Kiberg, fördelat på 35-50 båtlag, och en rysk Rödakorsstation etablerades för att förbättra de sanitära förhållandena. Pomorernas fiskerättigheter upphävdes 1913 och omkring 1920 upphörde utbytet helt i och med den ryska revolutionen.
Kiberg var ett av de områden, där häxprocesser bedrevs som värst. Rättegångarna hölls i Vardøhus fästning under första halvan av 1600-talet.
Kiberg ödelades inte under det tyska tillbakadragandet år 1944 och det finns fortfarande kvar delar av den gamla fiskelägesbebyggelsen. 

### Krigshistorien
Kibergsbygden har alltid haft en nära anknytning till Fiskarhalvön i Ryssland, där pomorättlingar fanns. Det fanns även en mindre norsktalande bosättning vid Tsyp-Navolok på halvöns nordöstra hörn, och det upprätthölls nära kontakter med mellan områdena fram till omkring 1920, då förbindelserna bröts av Sovjetunionen.
Finnmark hamnade under stark extern bevakning från sommaren 1940 av den tyska ockupationsmakten och av norska nazister. Det blev därför vanligare att folk flydde österut till andra sidan Varangerfjorden. Det var på den norska sidan bekant att det i Tsypnavoloktrakten på Fiskarhalvön bodde norsktalande familjer och som bevarade minnen från Norge, även om de efter den ryska revolutionen inte längre haft kontakt västerut.  Många Kibergsbor reste över till Fiskarhalvön och hösten 1940 gick det sista fartyget. Därefter gick transporterna vidare till Murmansk. De som var villiga att strida för Sovjetunionen sändes till Norge på spionuppdrag, medan kvinnorna och barnen hamnade i barackläger och på jordbruk.
På Kibergsnäset uppfördes under andra världskriget en tysk kustbefästning, som var i bruk från mitten av 1942 till slutet av 1944. Då kriget i Finnmark gick mot sitt slut i mars 1945, reste de flesta Kibergssoldaterna tillbaka. Mer än hälften av de 45 Kibergsbor som hade ingått i Röda armén återvände aldrig, eftersom de blev infångade av nazisterna och dödade. Kibergsbornas insatser medförde att 80 tyska fartyg blev uppspårade och sänkta av ryssarna. Många hade under kriget fått dekorationer för sina insatser och soldaterna hade tagits väl om hand av de sovjetiska myndigheterna. Vid jubileerna 1965 och 1985 fick flera av dem förnyade erkännanden av den sovjetiska ambassaden i Oslo. Däremot kände sig många styvmoderligt behandlade av norska myndigheter. Många blev övervakade från 1950-talet och fram till Sovjetunionens sammanbrott 1991. Flera av dem fick inte den norska Deltagermedaljen förrän på 1970-talet, och då fick de den sänd med post.
Trots att många män från Kiberg under andra världskriget deltog som partisaner på sovjetisk sida i kampen mot Tyskland blev Kibergspartisanerna först den 3 augusti 1992 rehabiliterade av kung Harald V.
Partisanmuseet i Kiberg har utställning om krigshistorien. Nära museet är en minnessten rest.

## Näringsliv
Fiske och fiskindustri utgör en viktig, men minskande andel av näringslivet och ersätts till viss del av turism. Lant- och skogsbruk saknas och arbetspendling till främst Vardø är omfattande.

## Källa